# Klubovi zastupnika u Europskom parlamentu
Klubovi zastupnika u Europskom parlamentu su klubovi zastupnika koji okupljaju europske i nacionalne političke stranke kao i nezavisne političare u Europskom parlamentu. Trenutno postoji osam klubova zastupnika. Klubovi uglavnom pripadaju jednoj europskoj političkoj stranci, ali mogu biti i koalicije europskih i nacionalnih stranaka te nezavisnih političara. Svaki od klubova određuje svoj unutarnji ustroj imenovanjem predsjednika, predsjedništva i tajništva kluba. Za osnivanje kluba potrebno je 23 zastupnika iz sedam zemalja članica. Oni zastupnici koji ne pripadaju nijednom klubu su nezavisni zastupnici.

## Klubovi u 10. sazivu
| Klub zastupnika           | Klub zastupnika                                    | Stranke | Predsjednik                                       | Zastupnici |
| ------------------------- | -------------------------------------------------- | --- | ------------------------------------------------- | ---------- |
|                           | Klub zastupnika Europske pučke stranke (EPP Group) | Europska pučka stranka (EPP)                                                                                   | Manfred Weber Njemačka                            | 188 / 720  |
|                           | Progresivni savez socijalista i demokrata (S&D)    | Stranka europskih socijalista (PES)                                                                            | Iratxe García Španjolska                          | 139 / 720  |
|                           | Domoljubi za Europu (PfE)                          | Stranka identiteta i demokracije (ID Party) Europski kršćanski politički pokret (ECPM)                         | Jordan Bardella Francuska                         | 84 / 720   |
|                           | Europski konzervativci i reformisti (ECR)          | Stranka europskih konzervativaca i reformista (ECR Party) Europski kršćanski politički pokret (ECPM)           | Nicola Procaccini Italija Ryszard Legutko Poljska | 78 / 720   |
|                           | Renew Europe                                       | Savez liberala i demokrata za Europu (ALDE) Europska demokratska stranka (EDP)                                 | Valérie Hayer Francuska                           | 77 / 720   |
|                           | Zeleni – Europski slobodni savez (Greens/EFA)      | Stranka europskih zelenih (EGP) Europski slobodni savez (EFA) Volt Europa Europska piratska stranka (PPEU)     | Bas Eickhout Nizozemska Terry Reintke Njemačka    | 53 / 720   |
|                           | Ljevica u Europskom parlamentu (GUE/NGL)           | Stranka europske ljevice (PEL) Nordijski zeleno-lijevi savez (NGLA) Sada ljudi! (NTP!) Životinjska politika EU | Manon Aubry Francuska Martin Schirdewan Njemačka  | 46 / 720   |
|                           | Europa suverenih nacija (ESN)                      | Stranka identiteta i demokracije (ID Party)                                                                    | René Aust Njemačka Stanisław Tyszka Poljska       | 25 / 720   |
|                           | Nezavisni                                          | Nezavisni | –                                                 | 33 / 720   |
| Izvor: Europski parlament | Izvor: Europski parlament                          | Izvor: Europski parlament                                                                                      | Ukupno                                            | 720        |